# 1923年9月10日日食

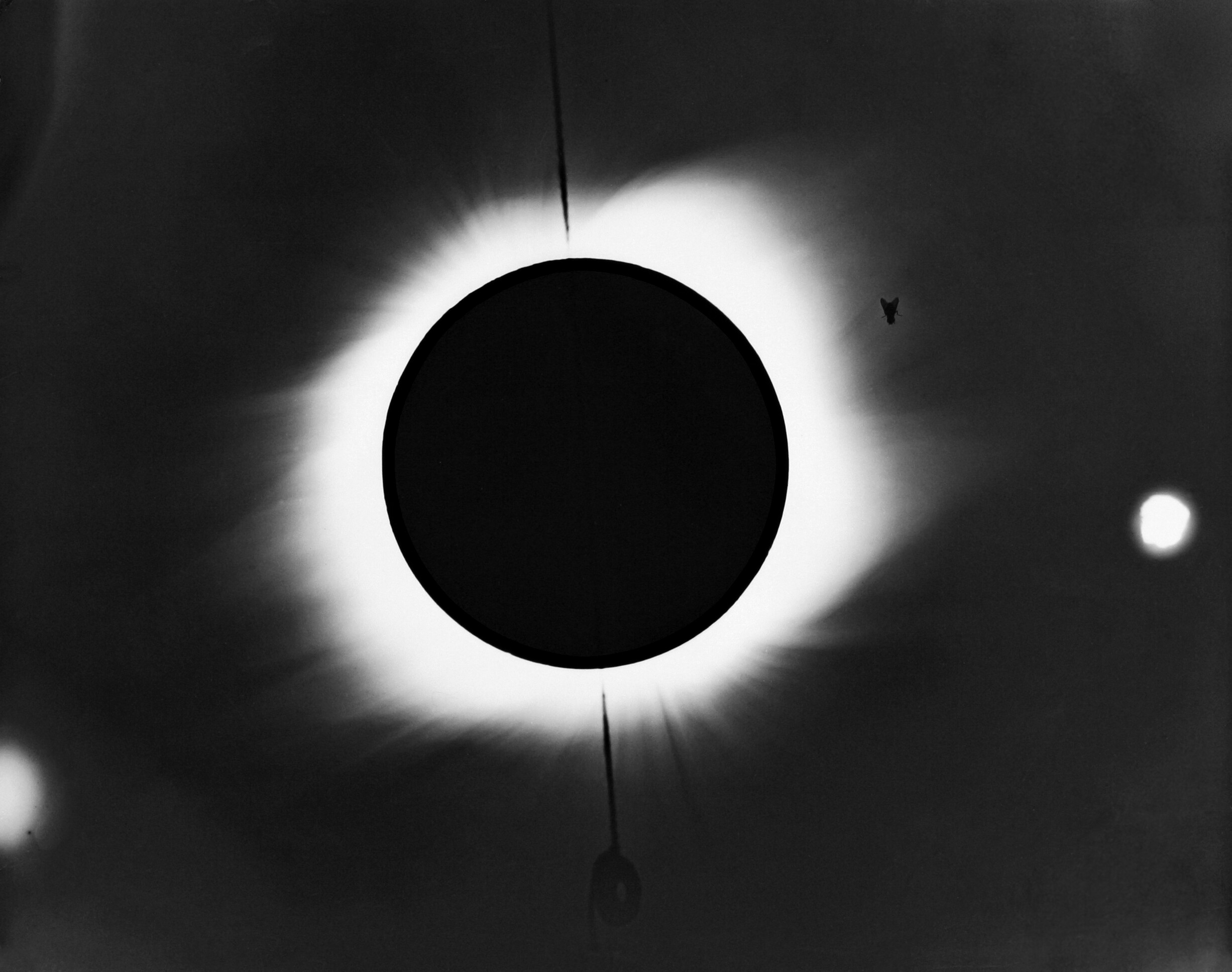
墨西哥索諾拉州自由港的日全食照片

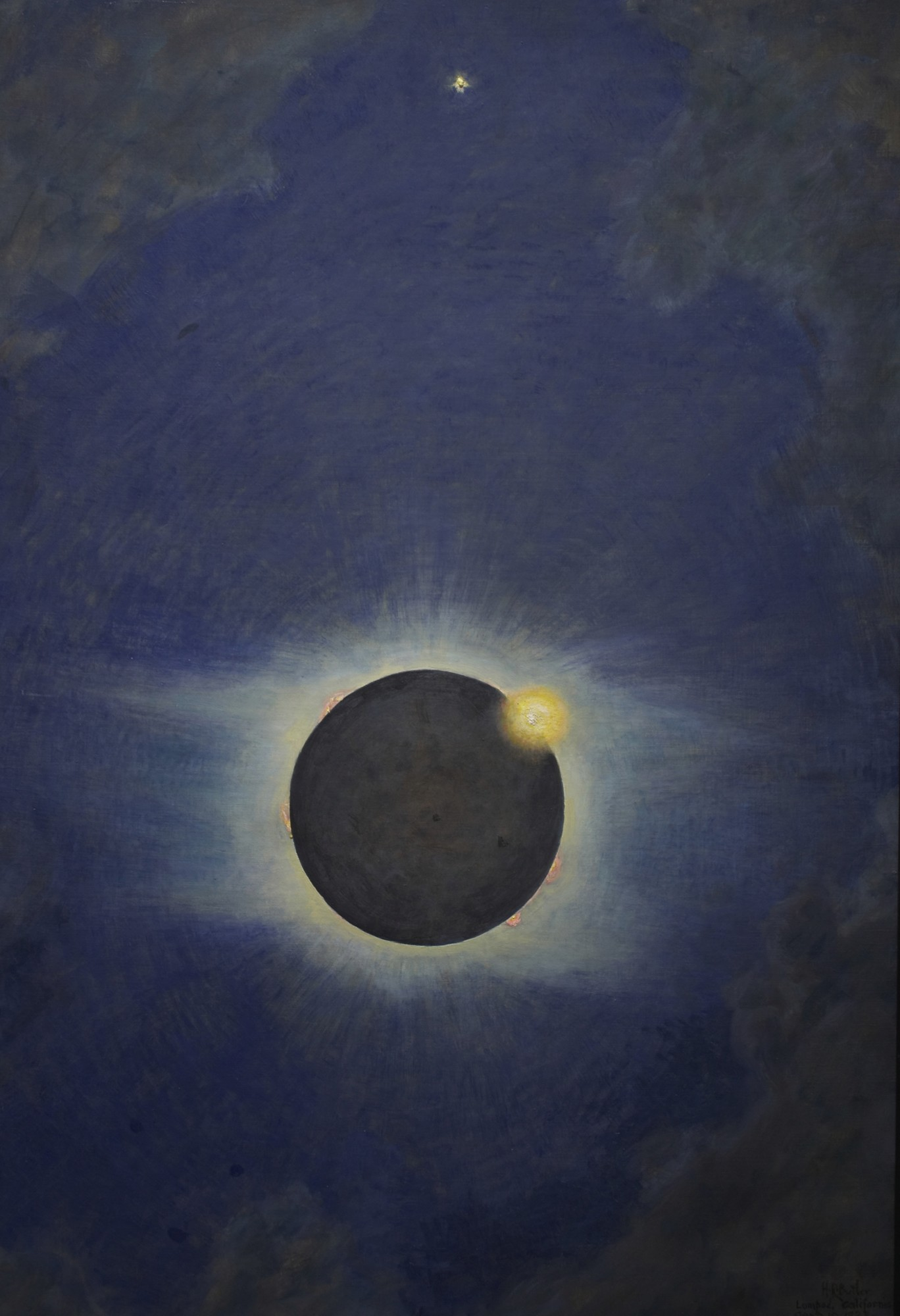
美国畫家霍華德·拉塞爾·巴特勒在加利福尼亚州隆波克繪製的畫作

1923年9月10日日食是一次日全食，發生於1923年9月10日（東半球為9月11日）。新月當天（即朔日），地球上觀測到月球和太阳的角距離極小，此時月球如果恰好在月球交點附近，穿過太阳和地球之間，與地球、太阳接近一直線，則會出現日食。月球本影接觸地表而使該區域完全得不到陽光，就會形成日全食，同時在本影兩側數千公里的半影範圍內遮擋部分陽光，形成日偏食。此次日全食經過了日本舍子古丹島、美国、墨西哥、英屬宏都拉斯、洪都拉斯天鵝群島、哥伦比亚的離島塞拉尼拉淺灘和巴霍努埃沃淺灘，日偏食則覆蓋了北美洲絕大部分及周邊部分地區。

## 日食概況

### 出現區域
日本千島群島（今屬俄罗斯）舍子古丹島以南約50公里的北太平洋洋面在日出時最先看到日全食，隨後月球本影擦過該島極東南角很小的區域後向東跨過國際日期變更線，又逐漸轉向東南，在美国加利福尼亚州聖路易斯-奧比斯波縣西南約100公里處達到最大食分。此後本影擦過加利福尼亚州西南角，斜貫墨西哥，穿過墨西哥灣南部後又貫穿尤卡坦半島，覆蓋了加勒比海的幾個小島後在9月10日日落時分結束於布蘭基亞島東北約210公里的海域。
本影經過的陸地依次包括：
- 大日本帝国樺太廳（今屬俄罗斯）：舍子古丹島極東南角；
- 美国：加利福尼亚州的聖巴巴拉縣西南部、文圖拉縣極西南角海岸、圣迭戈县西南部，及整個海峽群島；
- 墨西哥：自西北向東南斜貫下加利福尼亞州北部和索諾拉州中部偏南，經過錫那羅亞州東北部和奇瓦瓦州西南部，斜貫杜蘭戈州中部偏北，經過科阿韋拉州西南部，斜貫薩卡特卡斯州北部和聖路易斯波托西州，經過新萊昂州南部、塔毛利帕斯州南部、韋拉克魯斯州北部，又斜貫坎佩切州後經過金塔納羅奧州南部；
- 英屬洪都拉斯（今伯利兹）：橘園區北部、科羅薩爾區、伯利兹区北部；
- ：天鵝群島；
- 哥伦比亚：遠離本土的離島塞拉尼拉淺灘和巴霍努埃沃淺灘。[3][4]

除了狹窄的全食帶內能看見日全食之外，月球半影覆蓋範圍內都能看到日偏食，包括苏联東部（今屬俄罗斯）、日本樺太廳全部（今屬俄罗斯）和北海道中東部、北美洲除格陵兰極東南角外的絕大部分、南美洲西北部、玻里尼西亞北部。其中大部分位於國際日期變更線以東，在9月10日看到日食，剩下的部分在9月11日看到日食。

### 基本參數
- 類型：日全食
- 食甚中心處（位於美国加利福尼亚州聖路易斯-奧比斯波縣西南約100公里的太平洋）資料：
  - 時間：1923年9月10日20:47:05.8
  - 地點：34°40.6′N 121°46.6′W / 34.6767°N 121.7767°W
  - 食分：1.0430（全食帶內最大）
  - 日全食持續時間：3分36.9秒

## 觀測
美国葉凱士天文台派觀測隊到加利福尼亚州海峽群島中的聖卡塔利娜島觀測了日全食。亞利桑那大學的觀測隊則到位於加利福尼亞灣東岸的墨西哥索諾拉州利伯塔德港拍攝到了日冕。而斯普勞爾天文台的觀測隊則去了墨西哥杜蘭戈州東部的耶爾巴尼斯（Yerbanís）。

## 相關的日食

### 1921-1924年的日食
月球交替位於相對的月球交點時，以半個交點年（食年），即約177天又4小時間隔出現下列日食。
| 降交點                                          | 降交點                  |          | 升交點                   | 升交點 |
| 沙羅周期                                        | 地圖                    | 沙羅周期 | 地圖                     |        |
| 118                                             | 1921年4月8日 環食       | 123      | 1921年10月1日 全食       |        |
| 128                                             | 1922年3月28日 環食      | 133      | 1922年9月21日 全食       |        |
| 138                                             | 1923年3月17日 環食      | 143      | 1923年9月10日 全食       |        |
| 148                                             | 1924年3月5日 偏食（南） | 153      | 1924年8月30日 偏食（北） |        |
| 註：1924年7月31日的日偏食屬於下一組交點年系列。 |                         |          |                          |        |

### 沙羅周期
沙羅週期長度為18年11天。本次日食屬於沙羅週期143，共包含72次日食，依次為1617年3月7日至1779年6月14日的10次日偏食、1797年6月24日至1995年10月24日的12次日全食、2013年11月3日至2067年12月6日的4次全環食（亦稱混合食）、2085年12月16日至2536年9月16日的26次日環食、2554年9月28日至2873年4月23日的20次日偏食，總共歷時1280.14年。其中最長的全食發生於1887年8月19日，共持續了3分50秒。
下表列舉了1901年至2100年間發生的屬於該周期的日食，是第17至28次：
| 17            | 18             | 19             |
| ------------- | -------------- | -------------- |
| 1905年8月30日 | 1923年9月10日  | 1941年9月21日  |
| 20            | 21             | 22             |
| 1959年10月2日 | 1977年10月12日 | 1995年10月24日 |
| 23            | 24             | 25             |
| 2013年11月3日 | 2031年11月14日 | 2049年11月25日 |
| 26            | 27             |                |
| 2067年12月6日 | 2085年12月16日 |                |

## 資料來源
1. ↑  樊忠玉. . 中国天文科普网.   [2016-04-07]. （原始内容存档于2014-09-17）.
2. 1 2  Fred Espenak. . NASA Eclipse Web Site.   [2016-04-07]. （原始内容存档于2020-12-03）.（英文）
3. ↑  Fred Espenak. . NASA Eclipse Web Site.   [2016-04-07]. （原始内容存档于2020-10-23）.（英文）
4. ↑  Xavier M. Jubier. .   [2016-04-07]. （原始内容存档于2017-04-06）.（法文）（英文）
5. ↑  Fred Espenak. . NASA Eclipse Web Site.   [2016-04-07]. （原始内容存档于2017-12-28）.（英文）
6. ↑  . Photographic Archive. 芝加哥大學.   [2016-04-08]. （原始内容存档于2020-10-20）.（英文）
7. ↑  . Photographic Archive. 芝加哥大學.   [2016-04-08]. （原始内容存档于2020-10-20）.（英文）
8. ↑  Miller, John Anthony; Marriott, Ross Walter. . 1925  [2016-04-08]. （原始内容存档于2019-08-28）.（英文）
9. ↑  Fred Espenak. . NASA Eclipse Web Site.（英文）

## 外部連結
- NASA日食專頁（页面存档备份，存于）（英文）
- 可見區域圖和時間統計：由弗雷德·埃斯佩纳克做出的日食預報，NASA/GSFC
  - Google互動地圖呈現的日食範圍
  - 貝塞爾元素
- Google地圖顯示的日全食和日偏食範圍（页面存档备份，存于）（法文）（英文）
- 1900-1937年歷次日全食的日冕（页面存档备份，存于），本次包括墨西哥利伯塔德港的拍攝結果和美国加利福尼亚州隆波克的寫生圖（法文）（英文）

| \| \| 日食 \|                             |                              |                                          |
| 上一次日食： 1923年3月17日日食 （日環食） | 1923年9月10日日食 （日全食） | 下一次日食： 1924年3月5日日食 （日偏食） |
| 上一次日全食： 1922年9月21日日食          | 1923年9月10日日食 （日全食） | 下一次日全食： 1925年1月24日日食         |
|                                           | 日食                         |                                          |